# Pseudolabrus miles
Pseudolabrus miles es una especie de peces de la familia Labridae en el orden de los Perciformes.

## Morfología
Los machos pueden llegar alcanzar los 27,2 cm de longitud total.

## Distribución geográfica
Esta especie es endémica de Nueva Zelanda.